# 라오청구

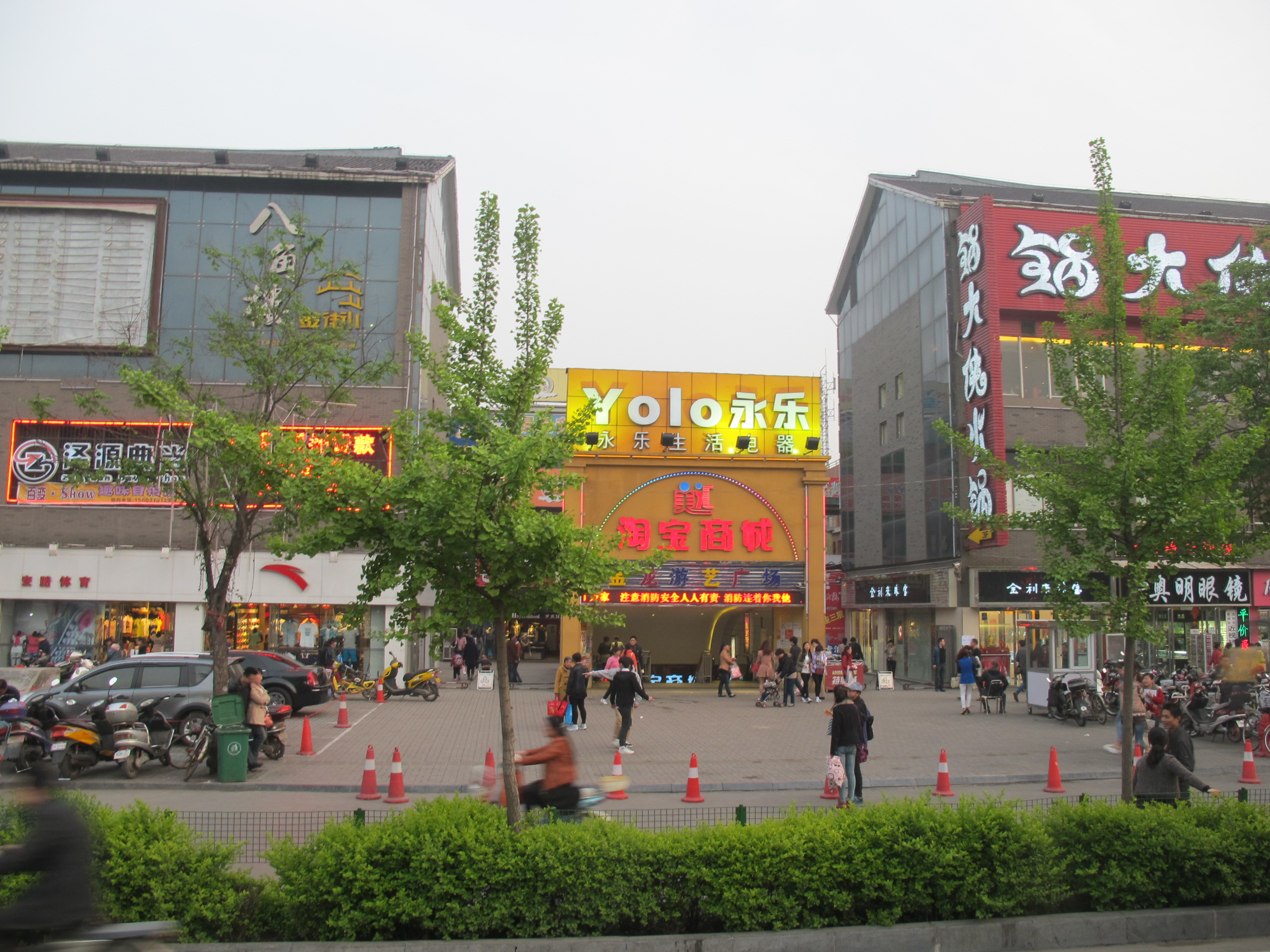

라오청구(한국어: 노성구, 중국어: 老城区, 병음: Lǎochéng Qū)는 중화인민공화국 허난성 뤄양 시의 현급 행정구역이다. 넓이는 57km2이고, 인구는 2007년 기준으로 140,000명이다.

## 행정 구역
6개 가도를 관할한다.
- 가도: 西北隅街道, 东南隅街道, 东北隅街道, 西南隅街道, 西关街道, 南关街道.